# 郝家府駅
座標: 北緯39度54分09秒 東経116度43分14秒 / 北緯39.902402度 東経116.720442度
郝家府駅（かくかふえき）は中華人民共和国北京市通州区に位置する北京地下鉄6号線の駅である。2014年12月28日に開業した。

## 歴史
- 2014年12月28日 - 開業。
- 2017年10月11日 - サービスの一時停止。[3]
- 2018年11月9日 - サービス再開。

## 駅構造

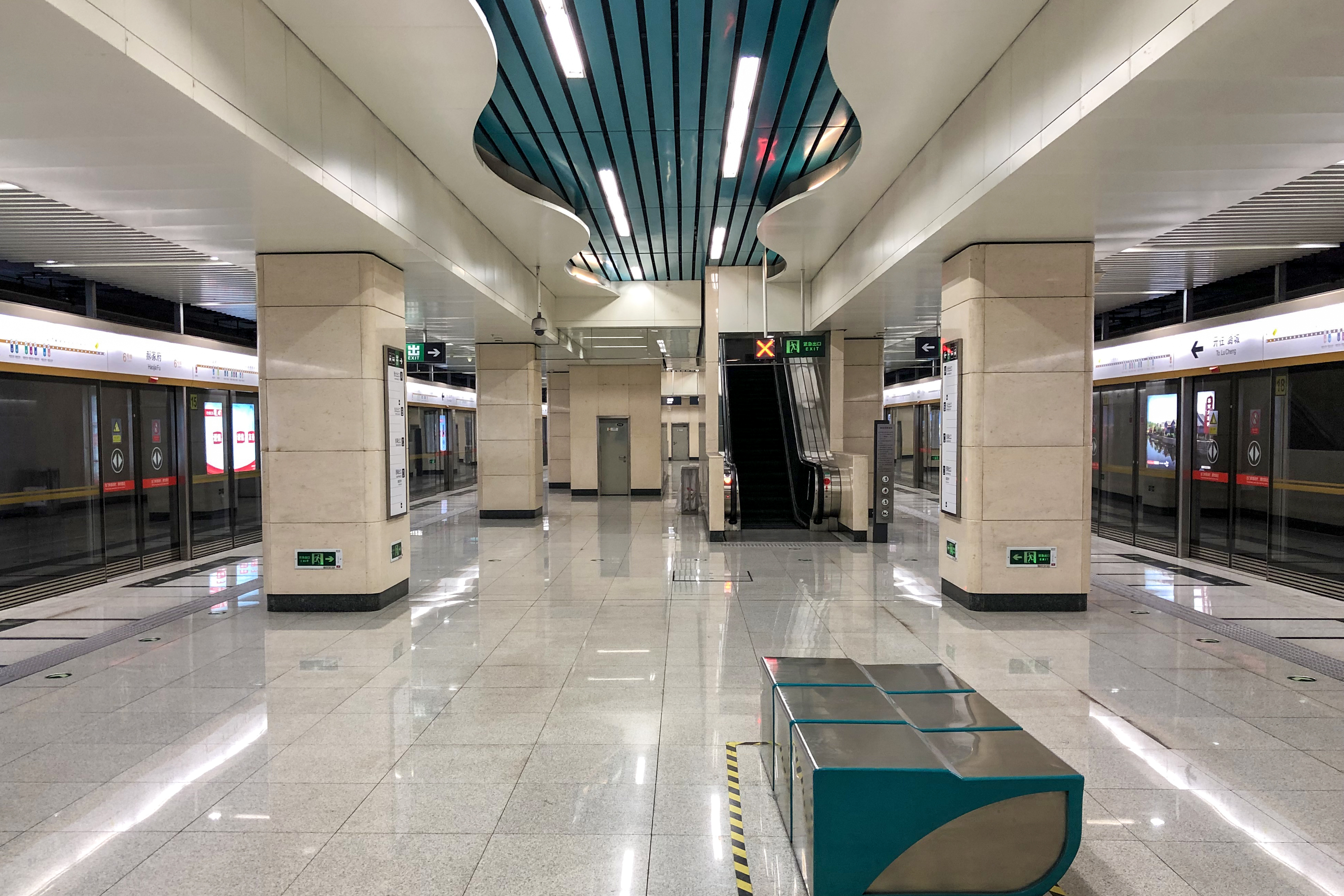
ホーム

島式ホーム1面2線の地下駅。

## 駅周辺
- 北京城市副中心行政办公区（中国語版）
- 北京市人民政府（中国語版）
- 中共北京市委

## 隣の駅
北京地下鉄
■6号線
北運河東駅 - 郝家府駅 - 東夏園駅